# Heroes & Generals
Heroes & Generals (на српском Хероји и Генерали) је бесплатна пуцачка игра из првог лица (ФПС) и видео игра у реалном времену постављена у Другом светском рату, коју је развио и објавио Рето-Мото. Рето-Мото су основали неки од оригиналних оснивача ИО Интерактив и Хитмен серија. Програмери су је назвали „игра масовног учешћа“ за разлику од традиционалне масовне мултиплејер онлајн игре, при чему се акције у ФПС делу игре одражавају на део стратегије. Играч може да користи оружје из Немачке, Сједињених Држава и Совјетског Савеза.

## Игра
Играч започиње са војником пешадије из сваке фракције (Сједињене Државе, Совјетски Савез, Немачка) и може да купи додатне војнике са кредитним способностима током игре. Ови војници су опремљени заданом пушком и могу одмах да играју Сусрет, један од четири могућа начина играња (модова) игре. Када играчи достигну више нивое, откључавају способност да учествују у другим модовима игре и регрутују војнике других класа (пилот, тенкер, снајпериста и падобранац). Играње са војником повећава тај војнички чин и откључава ново оружје и „значке“, који могу бити опремљени за пружање бонуса у игри. Приликом уласка у битку, играчу се приказује интерактивна карта на којој се види терен и која екипа контролише које контролне тачке. У режимима игре Окршај и Сусрет, играч мора кликнути на место појављивања свог тима (на основу нације) и моћиће да одабере да ли ће се појавити у возилу или без њега. Тимови побеђују успешно држећи једну контролну тачку (у Сусрету) или три бода (у Окршају) док се не испуни трака на врху екрана играча за сваки тим. У Напад моду игре примењују се иста правила, осим што играчи могу да се појаве на контролним тачкама које је заузео њихов тим. У Тенкови против Тенкова рунди користе се правила Окршај игаре, али играчи су ограничени на играње са тенковима. Тимови ће се увек састојати од војника из исте нације, за разлику од неких игара из Другог светског рата које имају тимове мешовитих националности (тј. Свет тенкова, Ратни гром). Игра укључује тенкове, авионе и копнена возила. Тактичке одлуке које доносе играчи официрског ранга у стратешком делу игре у реалном времену, спроведено путем мапе Европе која је сличне Ризику, утичу на појачања и логистику у ФПС биткама. Играчи ће се сусрести са разним теренима, од поља и села до великих градова. Игра садржи четири начина игре за ФПС аспект игре: Напад, Окршај, Сусрет и Тенк против тенка.

### Напад
У нападу ће се један тим бранити од офанзивног тима, или у ретким случајевима, два офанзивна тима. Циљ офанзивног тима је да заузме две или три главне контролне тачке (у зависности од мапе), док одбрамбени тим треба да брани те тачке. Ове главне контролне тачке повезане су мањим стратешким позицијама које морају бити заузете пре него што следећа узастопна тачка буде прихватљива за заузимање. Офанзивни тим побеђује ако освоји све главне контролне тачке, док одбрамбени тим може победити или издржати са свим главним контролним тачкама док не истекне време, или хватање свих контролних тачака офанзивног тима. Играчи не могу играти напад све док ниво њиховог играча није 4. Ово откључава Напад мапе, након чега сви војници у власништву тог играча могу играти Напад, без обзира на ранг.

### Окршај
Окршај је основна игра коју може играти било који лик који је достигао ранг 1 (тј. Завршио једну Сусрет битку). Окршај се састоји од два тима која имају сваки по своје место појављивања. Ови тимови се морају борити за контролу над три контролне тачке (01, 02 и 03). Када тим држи тачку, трака за тај тим на врху екрана се постепено попуњава. Што је више контролних тачака заузето, брже се трака попуњава. Игра се завршава када један тим успе довољно дуго да држи више контролних тачака.

### Сусрет
Начин игре Сусрет је поједностављена верзија окршаја, дизајниран за нове играче, али доступан за играње свих. Попут Окршаја, тим побеђује када држи контролне тачке довољно дуго да напуни траку на врху екрана, али за разлику од Окршаја, постоји само једна контролна тачка (01). Ово омогућава новим играчима да добију осећај за игру и омогућиће им да крену у Окшаје након њиховог првог сусрета.

### Тенк-против-тенка
Начин игре Тенк против тенка заснован је на Сусрет режиму игре, при чему су две контролне тачке превладале две фракције, међутим, начин игре је дизајниран тако да олакша тешке тенковске борбе омогућавајући играчима да учествују само са војницима класе тенкова. Тимови имају по два места за појављивање, а пешадија под контролом вештачке интелигенције креће се у борбу заједно са тенковима под контролом играча. Рето-Мото тренутно тестира више „специјалистичких“ модова игре са пилотима и војницима поновним успостављањем како би добили додатне опције за оне који играју са класама без пешадије.

## Развитак
Игрица Хероји и Генерали је развијена коришћењем властитог 3Д претраживача заснованог на претраживачу, који се зове "Реток". Модел развоја назван је „Кориснички развој“, а идеја која стоји иза њега је да прикаже како се игра прави, а у току израде програмери се надају повратним информацијама од играча. Хероји и Генерали користе Battle ye Anti-Cheat system.

## Маркетинг и издање
Рето-Мото је објавио први кратки трејлер 7. октобра 2011. за алфа-верзију Хероја и Генерала као ексклузивни видео на Гејм Трејлеру. Игра је објављена за Мајкрософт Виндовс путем Стима као бета издање пре издања 11. јула 2014. Игра је званично представљена 23. септембра 2016.